# 张九龄

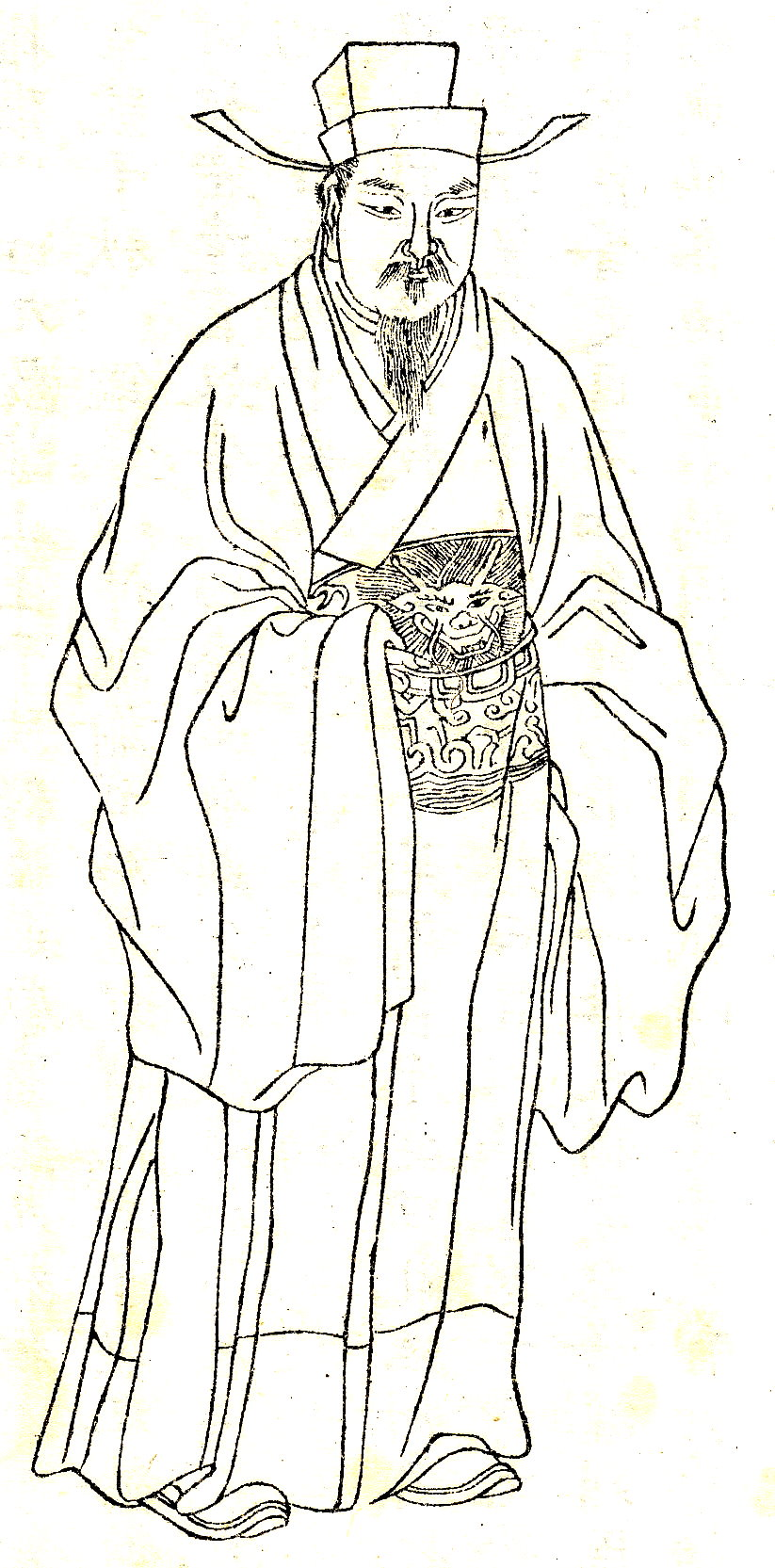
张九龄像，选自上官周《晚笑堂画传》

张九龄（678年—740年6月5日），字子壽，一名博物，韶州曲江人（今广东省韶关市曲江區）。唐代第一位由嶺南書生进身的宰相、诗人。卒谥文献。人称“张曲江”。有《张曲江集》。

## 生平
張九齡為西汉留侯張良之后，西晋壮武郡公張華十四世孙，原籍河北。父张弘愈，官至索卢县丞、知新州等州事，后以九龄贵，赠太常卿、广州都督。张九龄自幼聪敏，七岁知属文。十三岁时（690年），王方庆接替被杀的广州都督路元睿，途经韶州，见到他的文章后，大为叹赏。
武曌长安二年（702年）擢进士，最初担任调秘书省校书郎，因“谤议上闻”退职返乡。
703年，前鳳閣舍人張說忤旨配流欽州，途经曲江，与张九龄通族谱，敘為昭穆，从此张九龄自称范阳张氏，其祖先张守礼出自东漢司空張皓、西晉司空張華，是其曾祖张君政任韶州别驾死任上才家于曲江的，但死后则称西汉留侯张良、西晉司空張華之后，而其弟張九皋则称西汉张良、张安世之后。其高门的身份并不被当时的大部分人承认，包括唐玄宗。
713年，应“道侔伊吕科”举，中高第，为左拾遗。722年，张说拜相，举荐张九龄为司勋员外郎，723年，张说再荐张九龄为中书舍人，封曲江县男。725年，党争失利，张说罢相，十几人受牵连，包括张九龄。张九龄因此转太常少卿，出为冀州刺史。以母老在乡，改为洪州都督。俄转桂州都督，仍充岭南道按察使。
张说卒后，731年3月，玄宗召拜九龄为秘书少监、集贤院学士，副知院事。732年，为工部侍郎。733年5月，检校中书侍郎。其年秋，丁母丧归乡里。12月，起复任中书侍郎同中书门下平章事。734年，迁中书令，集贤院令知院事兼修国史。曾劾安禄山野心，提醒玄宗注意。735年3月，加金紫光禄大夫，累封始兴县子。
736年秋八月天长节，玄宗生日，群臣皆獻珍罕，獨張九齡上事鑑十章以伸諷諫，號「千秋金鑑錄」，帝甚嘉美。張九齡提拔王維為右拾遺，盧象為左補闕。由于李林甫、牛仙客等人结党，张九龄失去唐玄宗的信任，改任尚书右丞相，罢知政事。在主政期间，张九龄主张不循资格用人，为人好名不好利，敢于谏言，不避利害。
737年，太子李瑛被废。同年，张九龄举荐的监察御史周子谅触怒玄宗被杀，因而被贬为荆州大都督府长史，召孟浩然於幕府。
738年，封始興縣伯。740年春，以“归拜墓”名义辞官，农历五月七日（6月5日）在家乡曲江病逝，享年63岁，赠荆州大都督，谥曰文献。归葬罗源洞。

## 家庭

### 弟弟
- 张九皋，宋襄广三州刺史、采访节度经略等使
- 张九章，刺史、鸿胪卿

### 夫人
- 董韶容，董彻曾孙女，唐玄宗董贵妃的族人，开元二十五年四月廿六日在长安病故，葬于长安董氏家族墓地[17]
- 谭氏（681年～757年），循州司马谭诲之女，麥鐵杖五世外孫女。年七十七卒，与张九龄同茔异穴。[來源請求]

### 子孙
- 长子：张拯，右贊善大夫
  - 孙：张藏器，河南府寿安尉、長水丞
    - 曾孙：张敦慶，袁州司倉參軍
      - 玄孙：张景新，乡贡进士
        - 五世孙：张涓，嶺南觀察衙推
          - 六世孙：张千壽
          - 六世孙：张皓，仁化令
            - 七世孙：张譔
              - 八世孫：張澄真

          - 六世孙：张諷、张謠、张詣

        - 五世孙：张鄖，湖南鹽鐵判官
          - 六世孙：张鈞
            - 七世孙：张偉，二子：张珝、张珙。珙二子：张文璉、张文智

          - 六世孙：张道興
            - 七世孙：张繼，生张綰
            - 七世孙：张太玄

          - 六世孙：张起，端州司戶參軍
            - 七世孙：张維，四子：张贄、张○、张嗣宗、张居賀
            - 七世孙：张縉，六子：张貴英、张再英、张仲英、张萬英、张韶英、张可英

      - 曾孙：张景重，洪州都督府參軍
        - 五世孙：张○，歸善令
          - 六世孙：张廷傑
            - 七世孙：张涉，二子：张璲、张璀。璲二子：张光敏、张光濟。璀生张文範
            - 七世孙：张渥，生张琇，琇生张元吉
            - 七世孙：张淪，三子：张琮、张瓊、张璨。琮二子：张乾用、张利用。瓊二子：张克柔、张克已。璨生张榮
            - 七世孙：张沼，二子：张珽、张瑀。珽二子：张隆、张鉉。瑀生张亨
            - 七世孙：张洪，二子：张珣、张瑛。珣生张克從。瑛四子：张錫、张祐、张休、张鑄

        - 五世孙：张燿，樂昌令
          - 六世孙：张瞻，湞陽丞
            - 七世孙：张文達
            - 七世孙：张文曜，三子：张威、张騫、张和。威生张怡，騫生张士衡
            - 七世孙：张子軒，監東太倉，三子：张允恭、张允明、张化璘。允恭生张廉，允明生张士調

## 文学

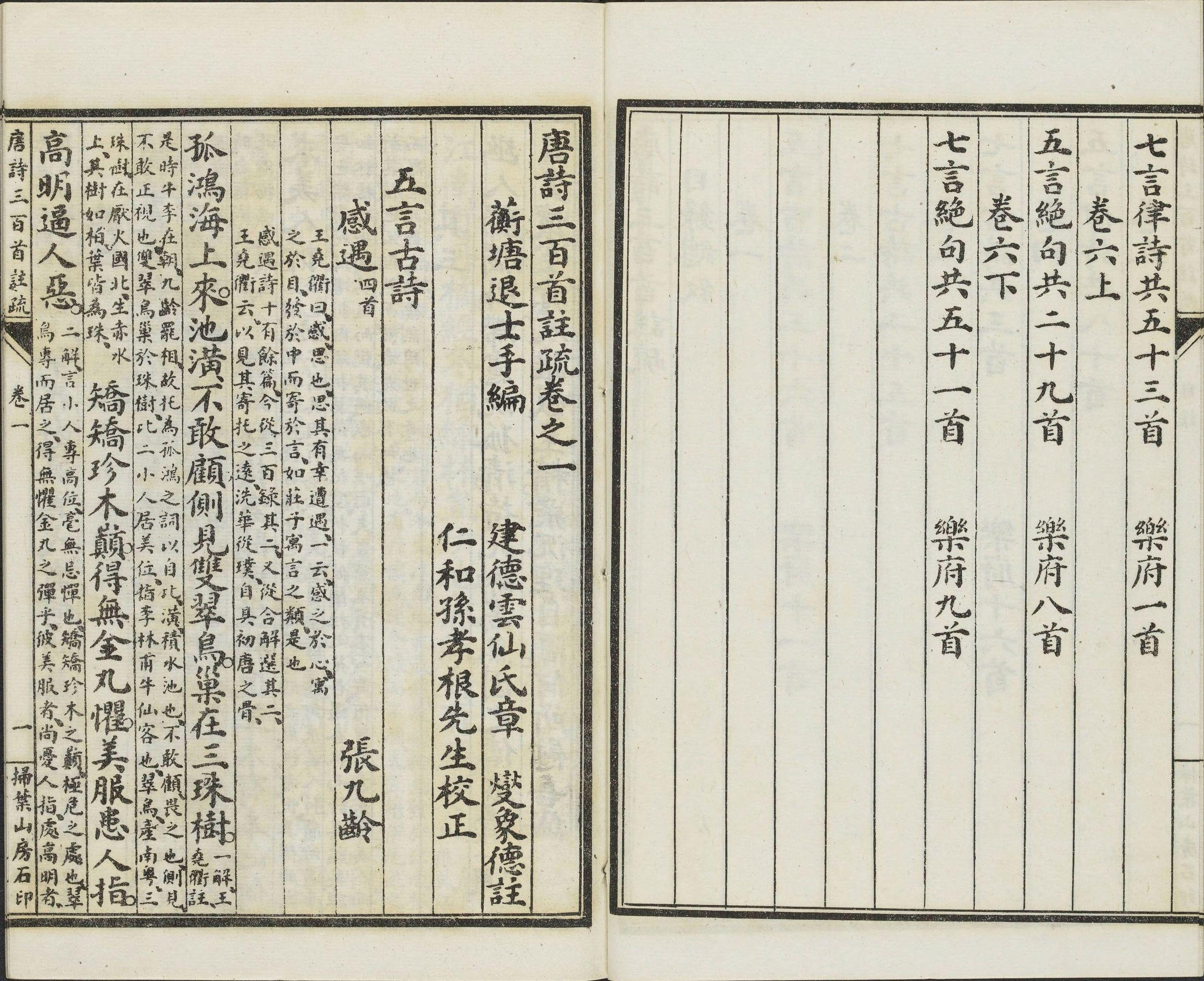
《唐詩三百首》中的《感遇》

七岁知属文，有文名，張說稱他“後出詞人之冠”。有诗《感遇》12首，名列《唐詩三百首》第一首，和陳子昂的《感遇》38首相提並論，其中「草木有本心，何求美人折」一联，更是他高洁情操的写照。另外，張九齡的五言律詩情緻深婉，如：《望月怀远》一句「海上生明月，天涯共此時」唱絕千古。

## 张九龄与梅关古道
开元四年（716年），张九龄辞官返回家乡供养母亲，途中看到家乡父老翻越南岭山脉十分艰难，决心打通南岭，改善进出岭南的交通。于是上奏玄宗，提出凿山修路，得到了允许。开凿梅关通道的工程非常艰巨，所开凿的道路也就是现在距离南雄市区北面约30公里的梅岭顶部的梅关驿道。

## 张九龄墓
张九龄的墓地在今韶关市北郊罗源洞山麓，是广东省重点文物保护单位，是广东省具有代表性的唐代大墓。1960年7月因被过度盗扰而被发掘。墓室为砖室结构。墓前祠堂的对联有多副，如「當年唐室無雙士，自古南天第一人」。

### 张九龄墓志
唐故尚书右丞相、赠荆州大都督、始兴公阴堂志铭并序

太中大夫、守中书侍郎、集贤院学士、东海县开国男徐安贞撰。公姓张氏，讳九龄。其先范阳人，四代祖因官居此地。公诞受正性，体於自然，五行之气均，九德之美具，才位所底，不亦宜欤。盖所阙者降年之数不延，苍生之望未足耳。源以秀才。没赠都督，历任典诏翰，居连率，自中书令而迁端右，凡十八徙焉。序乎官次，存乎事迹，列於中原之碑，备诸良史之笔矣。公之生岁六十有三，以开元廿八年五月七日薨，廿九年三月三日迁窆於此。韶江环浸，浈山隐起，形胜之地，灵域在焉，神其安之，用永终古。呜呼！嗣子拯号诉罔逮，而谋远图，刻他山之石，志於玄室，人非谷变，知我公之墓於斯。铭曰：龟筮从兮宅其吉，山盘踞兮土坚实；呜呼相国君之墓，与气运而齐毕。
 

## 纪念
韶关市内原有纪念张九龄的风度楼，后因失火不存，原楼所在地被取名为风度路。路上临江建有曲江园，塑有张九龄半身胸像。

## 延伸阅读
[在维基数据编辑]
 在维基文库阅读此作者作品（ 在维基共享资源阅览影像）
 《舊唐書·卷99》，出自刘昫《舊唐書》
 《新唐書·卷126》，出自《新唐書》